# Eudy Simelane
Eudy Simelane, född 11 mars 1977, död 28 april 2008, var en sydafrikansk landslagsspelare i fotboll och HBT-aktivist. Simelane spelade för Springs Home Sweepers F.C. och det sydafrikanska damlandslaget.
Eudy Simelane mördades efter en våldtäkt i sin hemstad KwaThema i Guatengprovinsen . Gruppvåldtäkten ansågs vara en så kallad "korrigerande våldtäkt", då Simelane var öppet lesbisk.

## Fotboll
Simelane spelade som mittfältare för Springs Home Sweepers F.C. [2] och Sydafrikas kvinnliga fotbollslandslag. Hon tränade också fyra lag och studerade för att bli fotbollsdomare.

## Död
Simelanes delvis klädda kropp hittades i en bäck i KwaThema. Hon hade bortförts, våldtäkts, slagits och knivhuggits 25 gånger i ansiktet, bröstet och benen. Hon hade varit en av de första kvinnorna som levde öppet som lesbisk i KwaThema. En rapport från den internationella icke-statliga organisationen ActionAid, med stöd av den sydafrikanska mänskliga rättighetskommissionen, föreslog att hennes mord var ett hatbrott begått mot henne på grund av hennes sexuella läggning.
Enligt den lokala organisationen för homosexuella, Triangle, är utövandet av "korrigerande våldtäkt" utbrett i Sydafrika, varigenom män våldtar lesbiska och påstår att man ska "bota" dem för deras sexuella läggning.
Rättegången mot fyra misstänkta angripare började den 11 februari 2009 i Delmas, Mpumalanga. En av de fyra påstådda angriparna erkände sig skyldig till våldtäkt och mord och dömdes till 32 års fängelse. I september 2009 dömdes en annan till mord, våldtäkt och rån och dömdes till livstids fängelse plus 35 år, men de återstående två anklagade frikändes. I september 2009 dömdes en annan person för mord, våldtäkt och rån och dömdes till livstids fängelse plus 35 år, men de återstående två anklagade frikändes.

## Eftermäle
En miniatyrbro uppfördes i KwaThema, Springs, Gauteng till hennes ära 2009.